# Playa de Panadeira
La Playa de Panadeira es una playa del municipio pontevedrés de Sangenjo, en la ría de Pontevedra.

## Descripción
Es una pequeña playa en forma rectilínea, ubicada en un entorno urbano, en las inmediaciones del núcleo de Sangenjo, limitada por las playas de Lavapanos y la de Os Barcos. Compuesta por arena blanca y fina, recogida de los vientos y con aguas tranquilas, se trata de una playa accesible y de uso familiar. Dispone de bandera azul. Es portuaria, con zona de fondeo de embarcaciones. Está situada pegada a un parque infantil que antiguamente era un cementerio del pueblo.

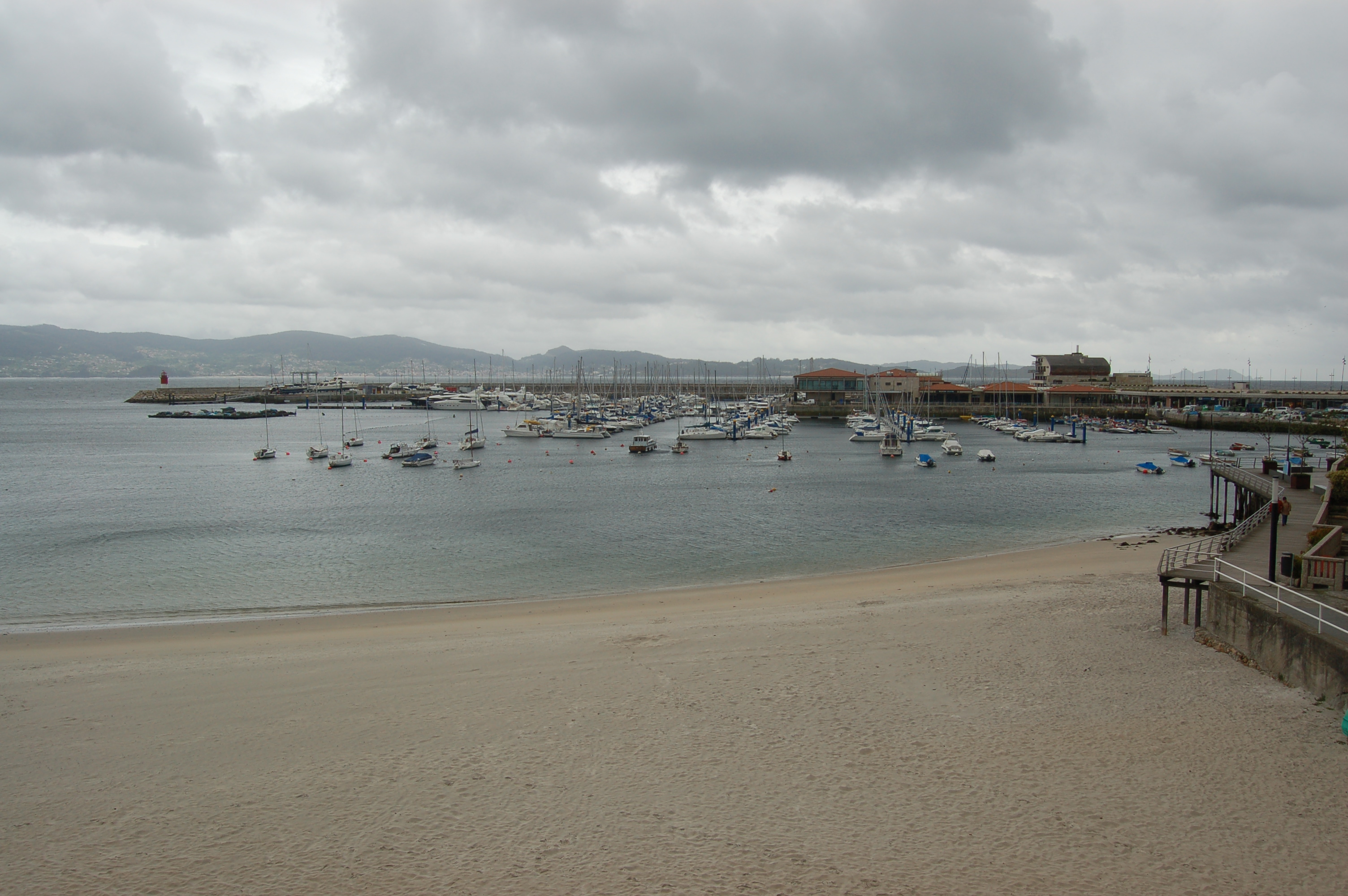